# Bonifác Buzek
Bonifác Buzek (* 31. Januar 1788 in Příbor; † 21. Juni 1839 in Brno) war ein mährischer Priester, Volksaufklärer, Philosoph und Pädagoge.

## Leben
Bonifác Buzek gehörte dem Orden der Piaristen an. Er lehrte unter dem Spitznamen Bolzan von Leitomischl an Gymnasien in Brüx und Schlackenwerth. Von 1822 bis 1826 lehrte er in Leitomischl, und von 1826 bis 1829 in Freiberg in Mähren. Danach unterrichtete er Humanismus in Kremsier, Straßnitz und von 1836 bis 1839 in Nikolsburg.

## Lehre
Buzek sah die Vermittlung der philosophischen Lehre als sein Lebenswerk. Er hatte einen großen Einfluss auf viele böhmische Volksaufklärer, zu deren Lehrern er oft gehörte. So unterrichtete er zum Beispiel František Matouš Klácel in Leitomischl, dessen erstes Werk auf Ansichten Buzeks aufbaut.
Seine Schwerpunkte legte er auf die Problematik der Ethik. Er war davon überzeugt, dass es eine höhere geistliche Ebene gibt, die eine Grundlage des Geschehens in der Welt auf dem Prinzip der Freiheit bildet. Er stellte sich gegen jegliche Art der Leibeigenschaft und Sklaverei, forderte das Recht auf freie Berufswahl und die Gleichheit aller Bürger vor dem Gesetz. Seine handschriftlich verfassten Werke sind inzwischen verloren gegangen.

## Biographie
- Miloslav Trapl: Bonifaz Buzek und seine Schüler. (Bonifaz Buzek a jeho žáci), 1958
- Marie Bayerová: Filosof a pedagog Bonifaz Buzek. 1988
- Marie Bayerová: Bonifaz Buzek – filosofický odkaz. 1989.

| Personendaten    | Personendaten                                               |
| ---------------- | ----------------------------------------------------------- |
| NAME             | Buzek, Bonifác                                              |
| ALTERNATIVNAMEN  | Buzek, Bonifác Ignác                                        |
| KURZBESCHREIBUNG | mährischer Priester, Volksaufklärer, Philosoph und Pädagoge |
| GEBURTSDATUM     | 31. Januar 1788                                             |
| GEBURTSORT       | Příbor                                                      |
| STERBEDATUM      | 21. Juni 1839                                               |
| STERBEORT        | Brno                                                        |